# Fate Stay with Me
Fate Stay with Me — первая песня Аланис Мориссетт, которую она написала в 1984 году в возрасте 9 лет. Она послала её по почте местному фолк-исполнителю Линдсей Моргану, который предложил свою помощь. Мориссетт выпустила сингл через свой собственный лейбл Lamor Records на деньги, заработанные на шоу You Can't Do That on Television.  Было выпущено ограниченное количество копий, и сингл получил небольшую ротацию на радио. На стороне Б — песня «Find the Right Man».